# Surabaya (Sakra Timur)
Surabaya is een bestuurslaag in het regentschap Oost-Lombok van de provincie West-Nusa Tenggara, Indonesië. Surabaya telt 6366 inwoners (volkstelling 2010).